# Svennebanan
Svennebanan är en låt framförd och skriven av Promoe. Låten är producerad av Magnus Lidehäll (Filthy i Afasi & Filthy). Låten skrevs av helnykteristen Promoe efter en semester i Thailand, som en reaktion på medelsvenssons törst efter alkohol och i allmänhet tarvliga beteende.